# Antiopella
Antiopella is een geslacht van zeenaaktslakken (Nudibranchia) in de familie Janolidae. De wetenschappelijke naam van het geslacht werd in 1902 gepubliceerd door William Evans Hoyle. Hij gaf die naam als nomen novum voor Antiopa Alder & Hancock, 1848, een junior homoniem voor Antiopa Meigen, 1800 (Diptera).

## Soorten
- Antiopella barbarensis (J. G. Cooper, 1863)
- Antiopella capensis (Bergh, 1907)
- Antiopella cristata (Delle Chiaje, 1841) – Blauwtipje
- Antiopella fusca (O'Donoghue, 1924)
- Antiopella gelida (Millen, 2016)
- Antiopella longidentata (Gosliner, 1981)
- Antiopella novozealandica Eliot, 1907
- Antiopella praeclara Bouchet, 1975

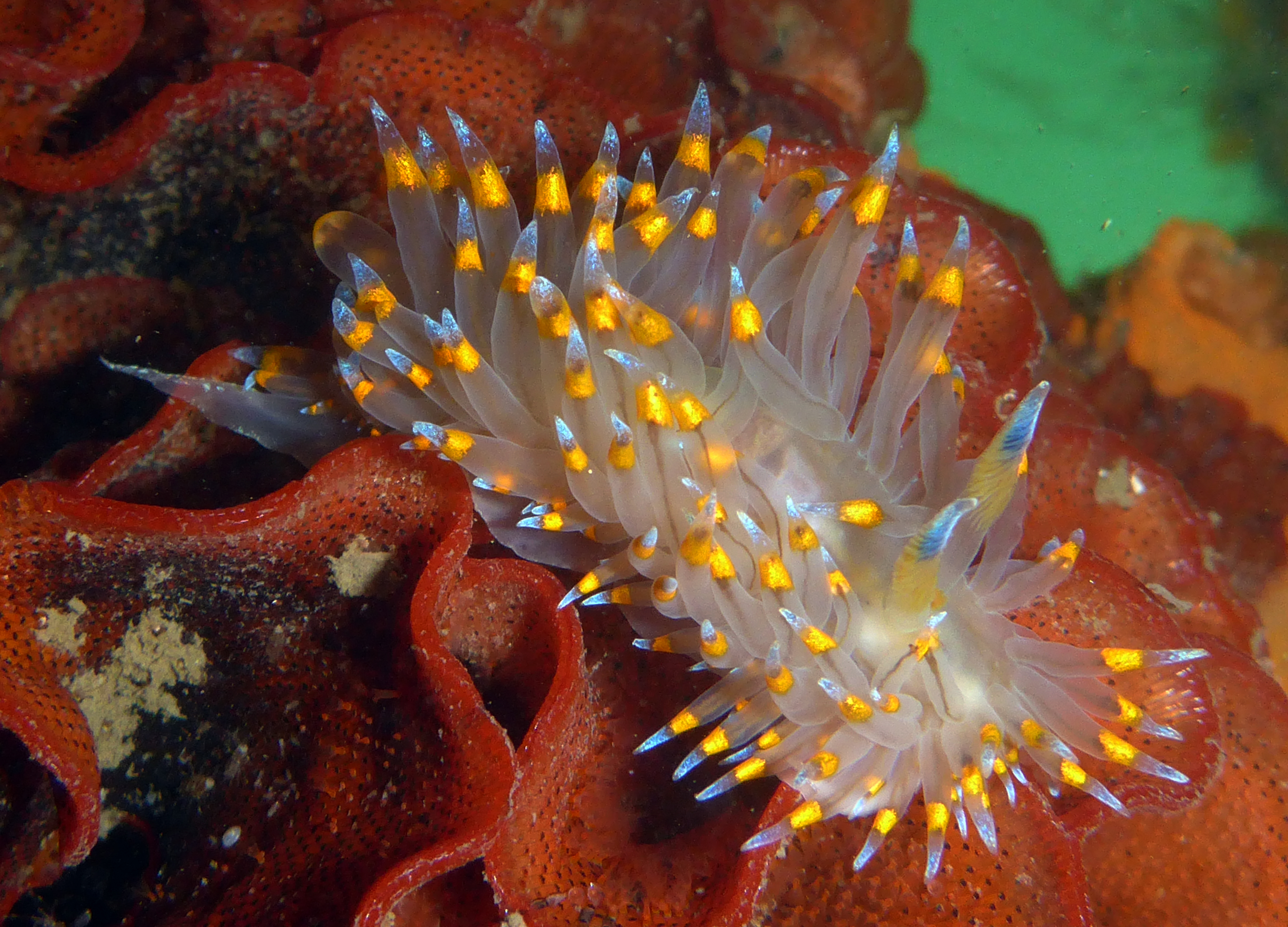
Antiopella barbarensis
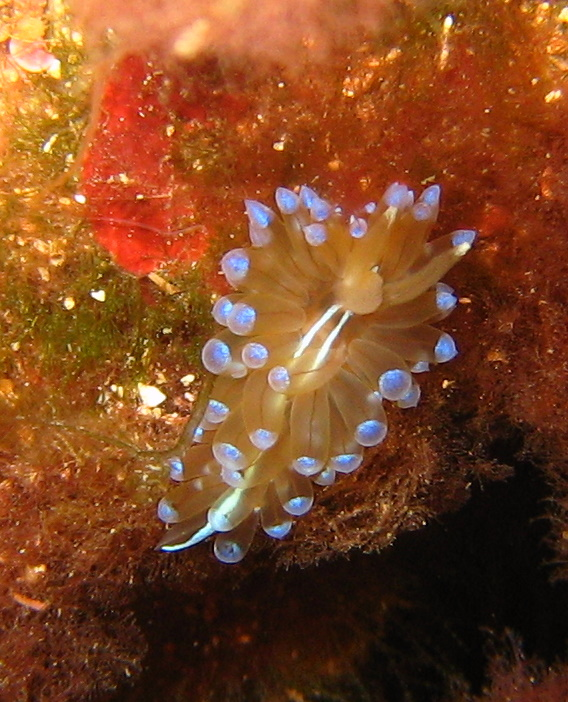
Antiopella cristata
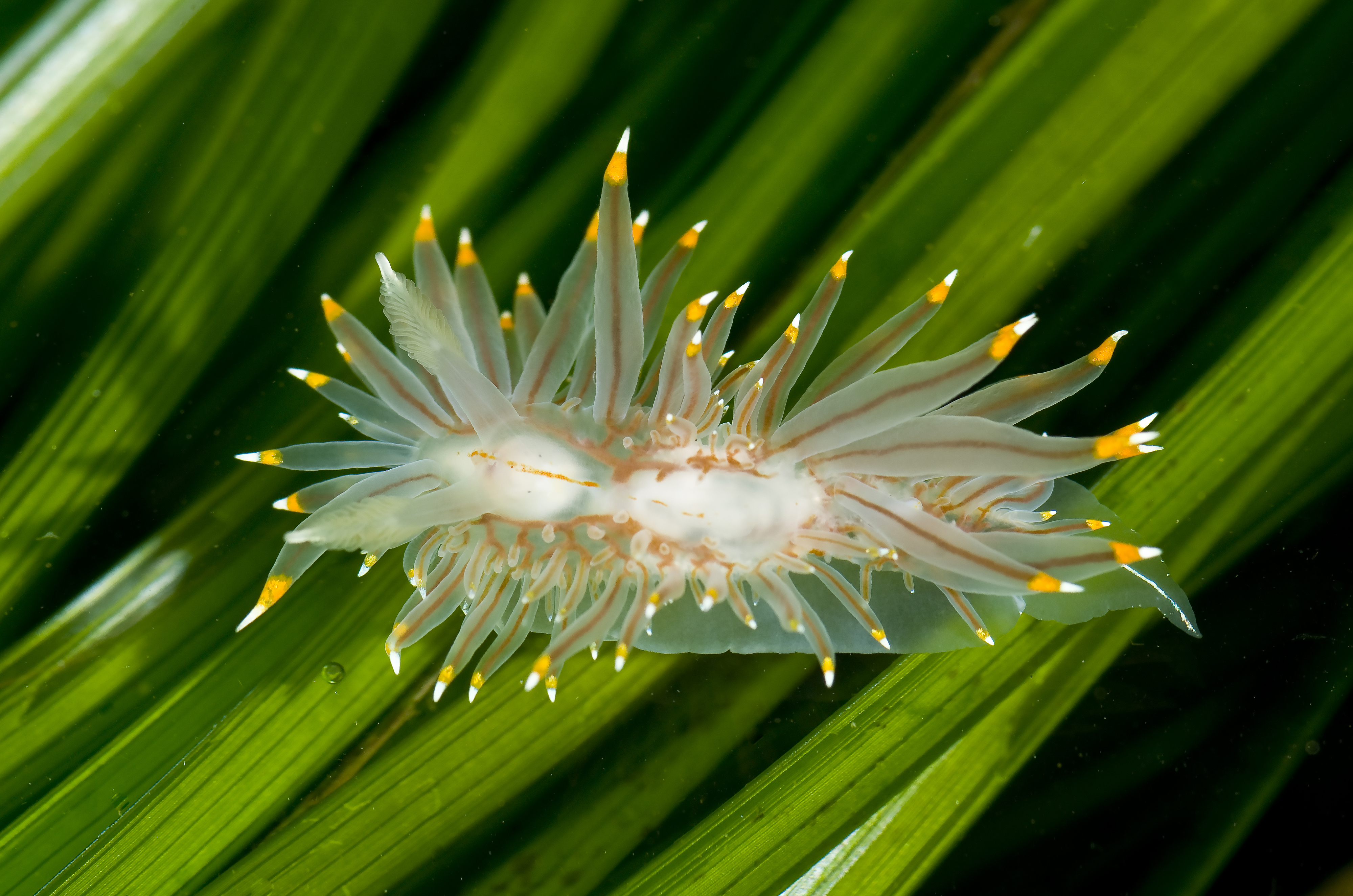
Antiopella fusca

### Synoniemen
- Antiopella mucloc Er. Marcus, 1958 => Janolus mucloc (Er. Marcus, 1958)